# Massacre des Mamelouks à Marseille
Le massacre des Mamelouks est survenu à Marseille à la fin du mois de juin 1815, commis par la population à l'encontre de la communauté de personnes d'origine du Moyen-Orient (alors dénommée Egyptiens ou Mamelouks) qui s'était installée à Marseille à la suite de la campagne d'Egypte menée par Napoléon, et dans le cadre de la création de l'unité de cavalerie des Mamelouks de la Garde impériale en 1801. Cet évènement domine la fin des Cent-Jours à Marseille.
Les immigrés égyptiens qui avaient suivi les troupes napoléoniennes vaincues furent cantonnés dix ans à Marseille, avant de pouvoir se déplacer ailleurs en France à partir de 1811. A Marseille ils étaient pour la majorité regroupés dans le camp du Cours Gouffé.
Après la défaite de Waterloo, pendant les Cent-Jours, l’hostilité des Marseillais face à l’armée entraîne la mise en état de siège de la cité, qui divise la population entre « civils » et militaires. Les Mamelouks et réfugiés orientaux résidants à Marseille, dont certains soutiennent l’armée et Bonaparte, sont associés aux ennemis du peuple.
Du 25 au 27 juin 1815, une semaine après la défaite de Napoléon à Waterloo, la population marseillaise entra en insurrection contre le pouvoir militaire et commit un massacre politico-racial, dont le bilan est évalué à 250 morts et blessés.
Le massacre visa les réfugiés du Moyen Orient qui vivaient à Marseille depuis 1801, alors dénommés "égyptiens" : femmes et hommes, souvent les plus noirs de peau, qui vivaient dans la vieille ville  ou dans le camp du cours Gouffé.